# Vânjuleț
Vânjuleţ é uma comuna romena localizada no distrito de Mehedinţi, na região de Oltênia. A comuna possui uma área de  km² e sua população era de 1917 habitantes segundo o censo de 2007.